# Bucco
A Bucco a madarak (Aves) osztályának harkályalakúak (Piciformes) rendjébe, ezen belül a bukkófélék (Bucconidae) családjába tartozó nem.

## Előfordulásuk
Ezek a madarak Dél-Amerikában, az Amazonas-medencében és az Orinoco folyómentén fordulnak elő; Kolumbiától a Guyanákig, délre pedig Brazília északi feléig.

## Rendszerezés
A nembe az alábbi 4 faj tartozik:
- örvös bukkó (Bucco capensis) Linnaeus, 1766[1]
- ujjas bukkó (Bucco macrodactylus) (Spix, 1824)[2]
- barnasapkás bukkó (Bucco noanamae) Hellmayr, 1909[3]
- Bucco tamatia (Gmelin, 1788)[4]